# Сейлбек
Сейлбек (каз. Сейілбек) — село в Таласском районе Жамбылской области Казахстана. Входит в состав Ойыкского сельского округа. Код КАТО — 316243400.

## Население
В 1999 году население села составляло 266 человек (131 мужчина и 135 женщин). По данным переписи 2009 года, в селе проживало 880 человек (434 мужчины и 446 женщин).